# Тамим ад-Дари
Тамим ибн Аус ад-Дари (араб. تميم بن أوس الداري‎; умер в 661 году) — сподвижник исламского пророка Мухаммеда и одним из первых обращенных из христианства в ислам. В исламской эсхатологии он известен тем, что встретил Даджжаля во время одного из своих путешествий. История Тамима стала основой различных средневековых повествований и легенд, заслужив Тамиму титул «бесстрашного путешественника».

## Биография
Первоначально христианский священник, ад-Дари жил в Палестине, управляемой Византией, и принадлежал к Бану ад-Дар — клану племени лахмидов. В 628 году н. э. состоялся его первый контакт с Мухаммедом, когда он возглавлял делегацию из десяти других членов Бану ад-Дар. Ранее Мухаммед предоставил Бану ад-Дар часть доходов от завоеванных земель после победы мусульман в битве при Хайбаре. Ад-Дари встретился с Мухаммедом, чтобы получить доходы, и после встречи с ним ад-Дари принял ислам и поселился в Медине.
После своего обращения ад-Дари стал сподвижником Мухаммеда, особенно по вопросам публичного поклонения. Его советы включали введение масляных ламп в мечетях. Он традиционно считается первым рассказчиком исламских религиозных историй. Многие из его историй включали истории о конце света, зверях Даджжаля и пришествии Антихриста. Его жена думала, что он умер и вышла замуж за другого мужчину. Дело было передано Второму Праведному халифу Умару (годы правления 634—644), и он передал его Али, который сказал, что Мухаммед предвидел все, что произойдет с Тамимом, и предоставил жене возможность выбора между двумя мужьями. Жена в конечном итоге решила вернуться к ад-Дари.

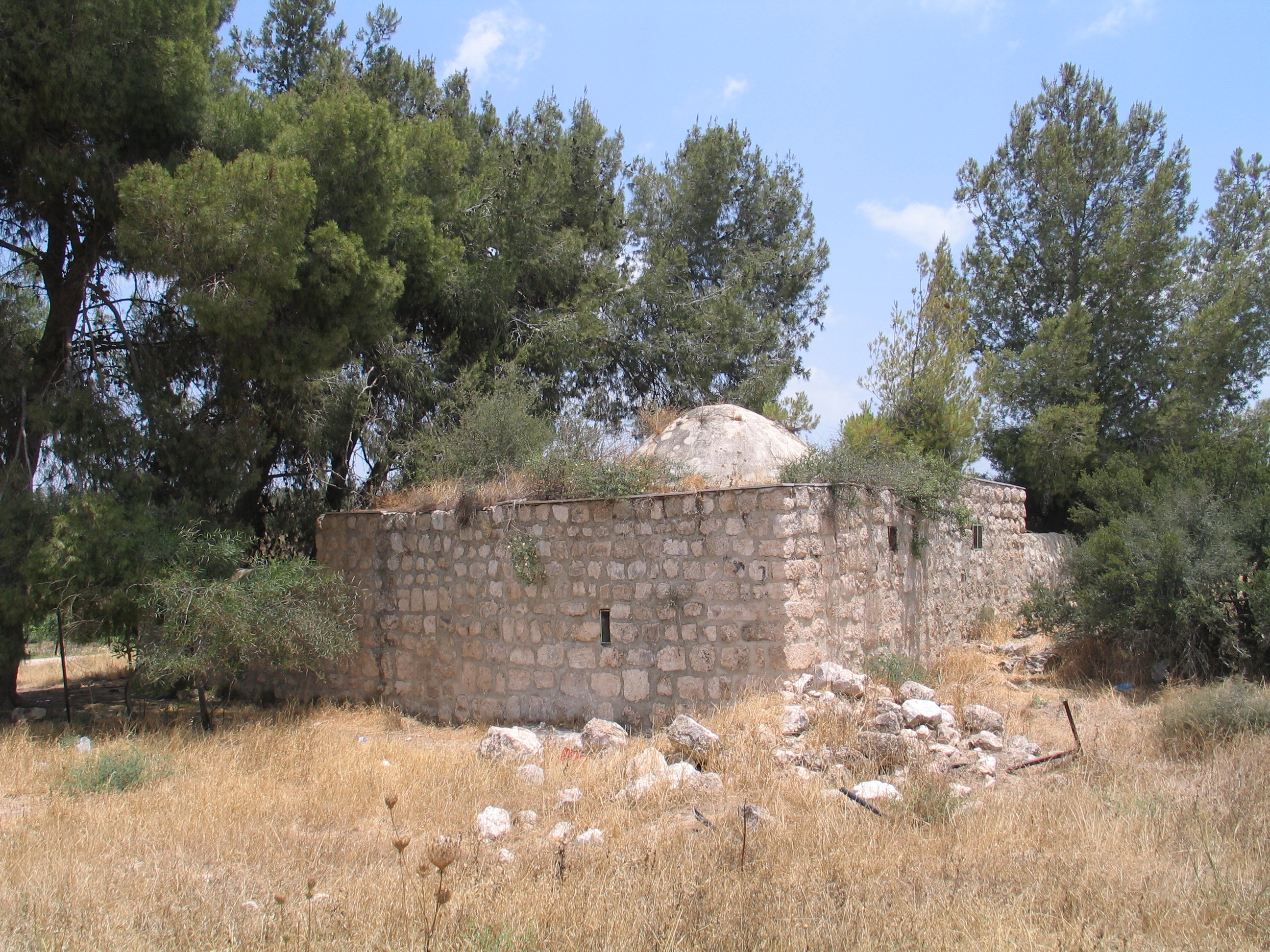
Макам шейха Тамима, которого Байт Джибрин традиционно считал Тамимом ад-Дари, сейчас находится в Израиле

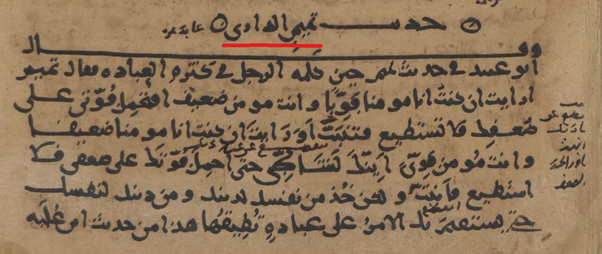
Имя Тамима ад-Дари выделено красным. Из рукописи MS. Leiden Or. 298, датированной 866 г. н. э.

До смерти Мухаммеда ад-Дари был предоставлен большой китаа (похожий на феод) для контроля над Хевроном, Бейт-Эйнуном и прилегающими территориями, хотя в то время Палестина все ещё находилась под контролем Византии. Акт был написан Али, и когда мусульмане завоевали Палестину в 634 году, ад-Дари приобрел территорию. Первоначально роль ад-Дари как владельца китаа заключалась в сборе хараджа (земельного налога). Ему было запрещено порабощать кого-либо из местных жителей или продавать их имущество.
В 655 году ад-Дари покинул Медину, чтобы поселиться в родной Палестине, где он умер в 661 году. Согласно традиции, он похоронен в городе Бейт-Джибрин (вблизи Хеврона), разрушенном Израилем в 1948 году. Сегодня его макам (святилище) заброшен и находится к северу от кибуца Бейт-Гуврин. По словам египетского историка Ибн Лахии (714—790), члены семьи ад-Дари всё ещё были владельцами его поместий в Хевроне и Бейт-Эйнуне при жизни историка.

## Повествование о Даджале
Согласно суннитским источникам, Тамим ад-Дари отправился в экспедицию, которая потерпела кораблекрушение на таинственном острове. На этом острове его забирает странное существо аль-Джассасах, чтобы он встретил закованного в цепи человека внутри монастыря, который, как говорят, был заинтригован прибытием соплеменника. Закованный в цепи человек горит желанием задать им вопросы о внешнем мире, спрашивая о естественном состоянии различных мест и прибытии Мухаммеда. После того, как соплеменники отвечают ему, закованный в цепи человек объявляет, что он Даджжаль, и предоставляет им эсхатологические подробности, связанные с будущим, предупреждая их о его пришествии. Соплеменники покинули остров и рассказали свою историю Мухаммеду, который вернулся к населению.

## Права собственности в Палестине
Говорят, что во время аудиенции у Мухаммеда Тамим попросил у него право собственности на две деревни или поместья в районе Палестины. Это была необычная просьба, поскольку им было предоставлено право собственности на имущество, которое в то время считалось далеким от контроля Мухаммеда.
Один из вариантов источника гласит:

Во имя Аллаха, Милостивого, Милосердного. В этом деянии (китабе) упоминается то, что Посланник Аллаха (Мухаммад) даровал дари. Поскольку Аллах даровал ему (Пророку) землю, он (затем) даровал им [клану дари] Байт 'Айниин, Хибрун [или Хабрун], аль-Мартум и Байт Ибрахим - кто бы ни (жил) внутри них - навсегда. 'Аббас ибн 'Абд аль-Мутталиб, Хузайма ибн Кайс и Хасана были свидетелями этого.
Поскольку в то время земля не находилась во владении Мухаммеда, мусульманские агиографические источники, включая современных ученых, упоминают этот очевидный подвиг предвидения как доказательство, подтверждающее притязания Мухаммеда на пророчество. Тамим законно приобрел собственность во время правления Второго Праведного халифа Умара и отправился в путешествие к своей земле после смерти Третьего Праведного халифа Усмана ибн Аффана. Трудно проследить историю собственности, полученной Тамимом, поскольку город Хеврон редко упоминается в исламских исторических источниках. Однако, на протяжении веков регистрируются различные споры о правах на землю.
Когда турки-сельджуки стали доминировать в Иерусалиме (1073 г. н. э.), претензии клана дари на землю стали предметом серьёзных споров; в некоторых случаях, кажется, что правители земли стремились лишить дари их земли. Одним из примеров поднятого вопроса было издание кади Иерусалима Абу Хатимом аль-Харави аль-Ханафи фетвы, в которой он утверждал, что Мухаммед не мог по праву даровать землю дари, поскольку в то время она не находилась под его властью. Этот аргумент считался чрезвычайно дерзким, зависящим больше от политических интересов, чем от исламской юриспруденции, и впоследствии был подробно опровергнут всеми, кто впоследствии комментировал эту тему. В конце концов, право дари на собственность было защищено великим мистиком и учёным Аль-Газали, который случайно оказался в Иерусалиме в этот период. Защита Газали права дари на собственность ознаменовала интересный раскол в исламской юриспруденции того времени. Известные шафиитские юристы, такие как Газали и Суюти, защищали право семьи Тамима ад-Дари на землю в Хевроне, а затем ханафиты, в значительной степени под влиянием правления, оспаривали это право. Защита права собственности семьи Тамими считалась особенно важной, поскольку земельный акт предоставил уникальный письменный прецедент, датируемый временами Мухаммеда, для системы вакфа, считающейся центральной в исламе.